# Torneo Internacional de España de balonmano 2024 (Männer)
Das Torneo Internacional de España 2024 wurde vom 4. bis 6. Januar 2024 in Granollers ausgetragen. Die 48. Ausgabe der spanischen Vier-Länder-Turniere diente auch zur Vorbereitung für die am 10. Januar 2024 beginnende Europameisterschaft 2024.

## Veranstaltungsort
Die Spiele des in Granollers ausgetragenen Wettbewerbs fanden im Palau d’Esports de Granollers statt. Hier war die spanische Nationalauswahl zuletzt am 15. Januar 2002 angetreten.

## Teilnehmer
Die Nationalmannschaften von Polen, Serbien, der Slowakei und Spanien (als Gastgeber) nahmen am Vier-Länder-Turnier teil. Die Teams Polens, Serbiens und Spaniens werden auch an der Europameisterschaft 2024 teilnehmen.

## Spiele
| 4. Januar 2024 18:00 Uhr | Spanien                           | 31:25                         | Polen                         | Palau d’Esports, Granollers Zuschauer: 1.700 Schiedsrichter: Andreu Marín, Ignacio Garcia |
| 4. Januar 2024 18:00 Uhr | meiste Tore: Daniel Fernández (6) | (12:13)                       | meiste Tore: Szymon Sićko (4) | Palau d’Esports, Granollers Zuschauer: 1.700 Schiedsrichter: Andreu Marín, Ignacio Garcia |
| 4. Januar 2024 18:00 Uhr | Strafen: 1× 2×                    | Spielbericht / Spielprotokoll | Strafen: 2×                   | Palau d’Esports, Granollers Zuschauer: 1.700 Schiedsrichter: Andreu Marín, Ignacio Garcia |

| 4. Januar 2024 20:15 Uhr | Slowakei                      | 24:31   | Serbien | Palau d’Esports, Granollers Zuschauer: 500 |
| 4. Januar 2024 20:15 Uhr | meiste Tore: Jakub Prokop (5) | (14:16) |         | Palau d’Esports, Granollers Zuschauer: 500 |
| 4. Januar 2024 20:15 Uhr | Spielbericht                  |         |         | Palau d’Esports, Granollers Zuschauer: 500 |

| 5. Januar 2024 17:45 Uhr | Serbien                             | 33:38   | Polen                                            | Palau d’Esports, Granollers |
| 5. Januar 2024 17:45 Uhr | meiste Tore: Bogdan Radivojević (6) | (14:15) | meiste Tore: Kamil Syprzak, Jakub Szyszko (je 7) | Palau d’Esports, Granollers |
| 5. Januar 2024 17:45 Uhr | Spielbericht                        |         |                                                  | Palau d’Esports, Granollers |

| 5. Januar 2024 20:00 Uhr | Spanien                                                | 36:18                         | Slowakei                      | Palau d’Esports, Granollers Zuschauer: 800 Schiedsrichter: Vaidas Mažeikà, Mindaugas Gatelis |
| 5. Januar 2024 20:00 Uhr | meiste Tore: Ángel Fernández, Imanol Garciandia (je 5) | (18:8)                        | meiste Tore: Jakub Prokop (4) | Palau d’Esports, Granollers Zuschauer: 800 Schiedsrichter: Vaidas Mažeikà, Mindaugas Gatelis |
| 5. Januar 2024 20:00 Uhr | Strafen: 1× 3×                                         | Spielbericht / Spielprotokoll | Strafen: 1× 3×                | Palau d’Esports, Granollers Zuschauer: 800 Schiedsrichter: Vaidas Mažeikà, Mindaugas Gatelis |

| 6. Januar 2024 16:45 Uhr | Polen        | 38:20 | Slowakei | Palau d’Esports, Granollers |
| 6. Januar 2024 16:45 Uhr |              |       |          | Palau d’Esports, Granollers |
| 6. Januar 2024 16:45 Uhr | Spielbericht |       |          | Palau d’Esports, Granollers |

| 6. Januar 2024 19:00 Uhr | Spanien                                                              | 32:26                         | Serbien                             | Palau d’Esports, Granollers Zuschauer: 2.100 Schiedsrichter: Vaidas Mažeikà, Mindaugas Gatelis |
| 6. Januar 2024 19:00 Uhr | meiste Tore: Aleix Gómez, Daniel Dujshebaev, Daniel Fernández (je 5) | (16:13)                       | meiste Tore: Bogdan Radivojević (5) | Palau d’Esports, Granollers Zuschauer: 2.100 Schiedsrichter: Vaidas Mažeikà, Mindaugas Gatelis |
| 6. Januar 2024 19:00 Uhr | Strafen: 4×                                                          | Spielbericht / Spielprotokoll | Strafen: 1× 3×                      | Palau d’Esports, Granollers Zuschauer: 2.100 Schiedsrichter: Vaidas Mažeikà, Mindaugas Gatelis |

## Tabelle
| Pl. | Land     | Sp. | S | U | N | Tore     | Diff. | Punkte |
| --- | -------- | --- | - | - | - | -------- | ----- | ------ |
| 1.  | Spanien  | 3   | 3 | 0 | 0 | 099:690  | +30   | 6      |
| 2.  | Polen    | 3   | 2 | 0 | 1 | 0101:840 | +17   | 4      |
| 3.  | Serbien  | 3   | 1 | 0 | 2 | 090:1040 | −14   | 2      |
| 4.  | Slowakei | 3   | 0 | 0 | 3 | 062:1050 | −43   | 0      |